# Freisäule

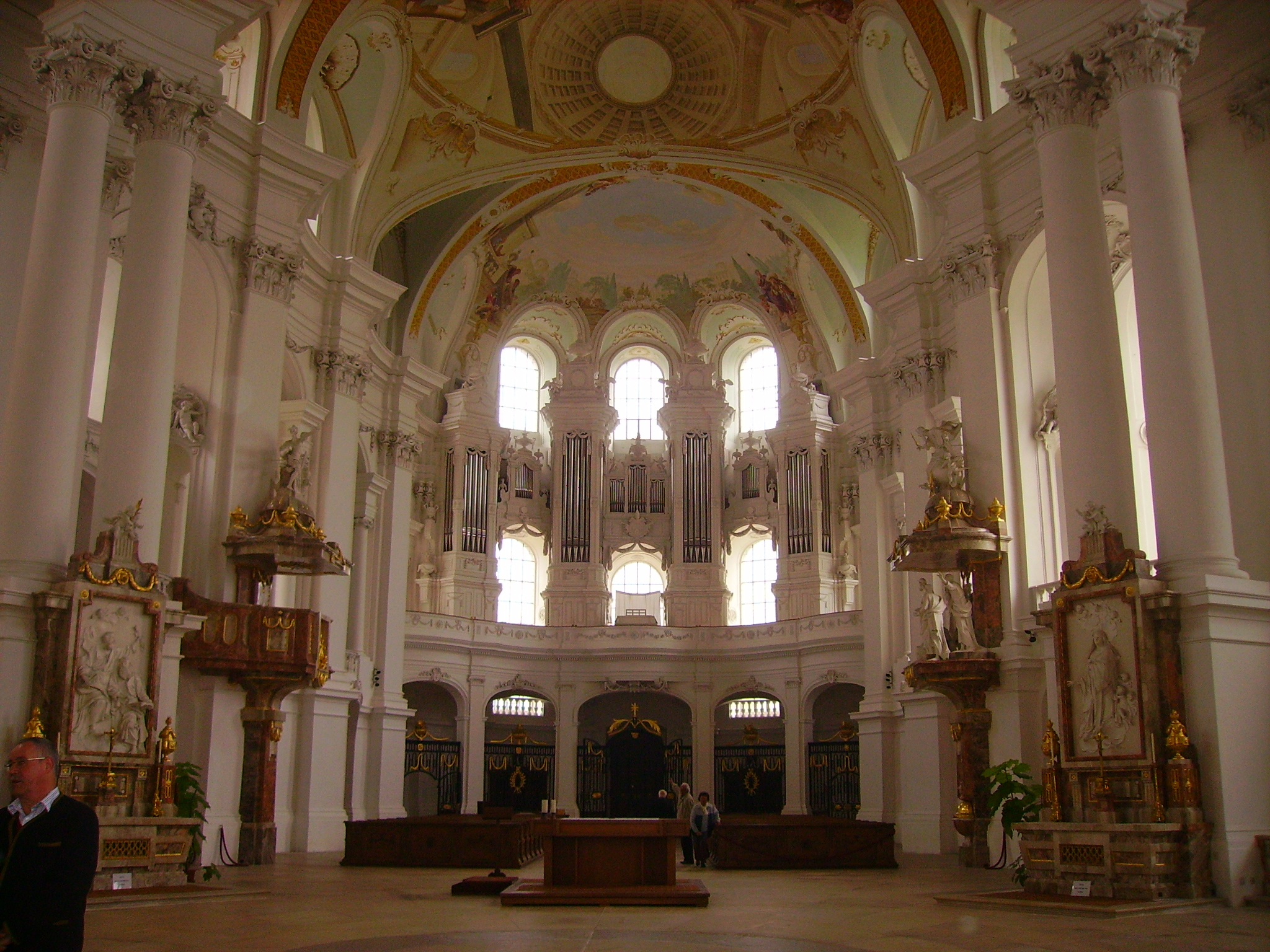
Freisäulenpaare in der Abteikirche Neresheim

Eine Freisäule ist ein Formelement der Architektur.
Als Freisäulen werden Säulen bezeichnet, die frei im Raum, in einem Raumteil oder einer Wandvertiefung (Ricetto-Motiv) stehen und keine tragende Funktion übernehmen. Freisäulen werden als Zier- oder Gliederungselement verwendet und können dabei auch Statuen oder Ähnliches tragen. Als Pfeiler wird eine frei stehende Stütze auch als Freipfeiler bezeichnet.